# قصر إبريم

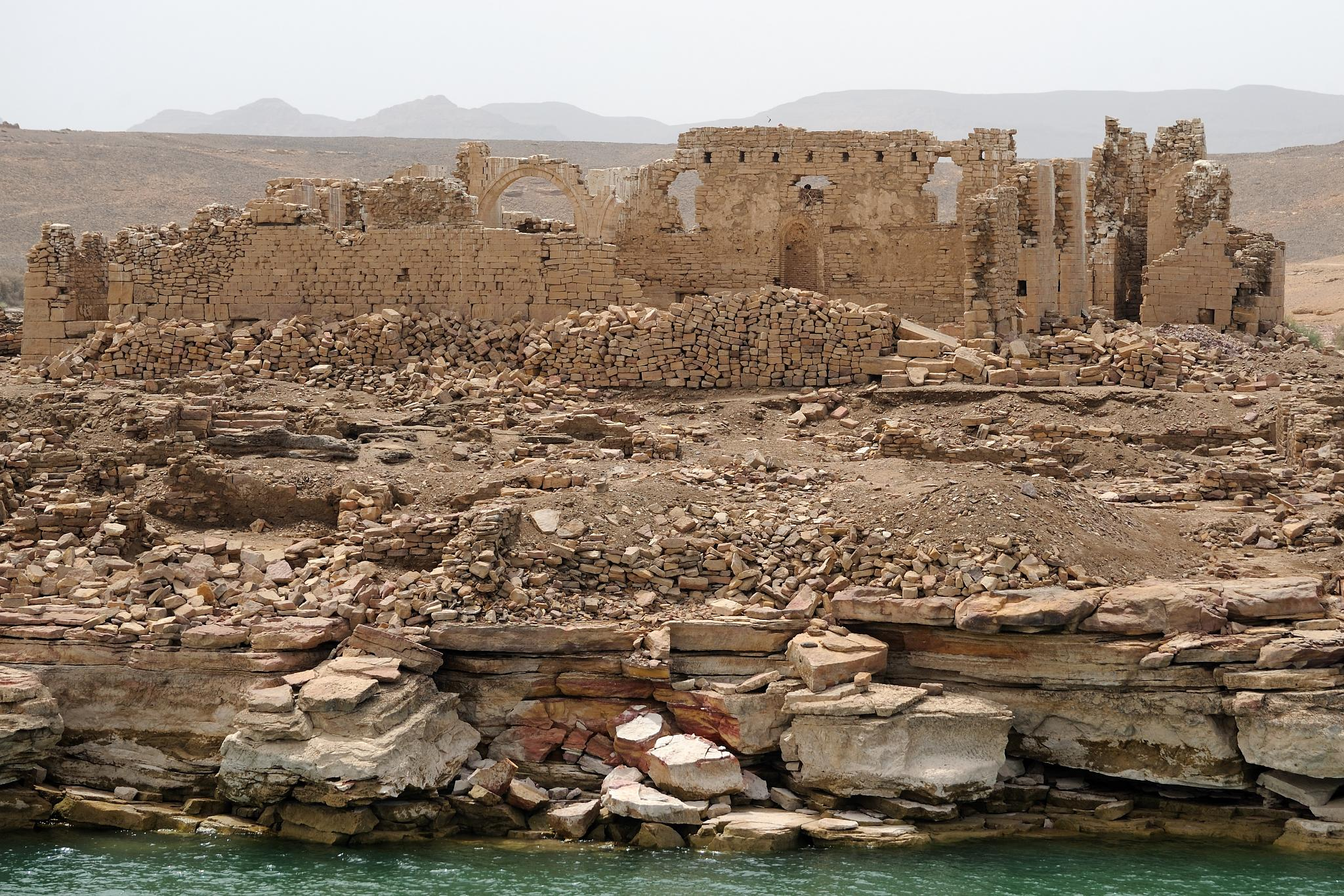
قصر إبريم في 2008.

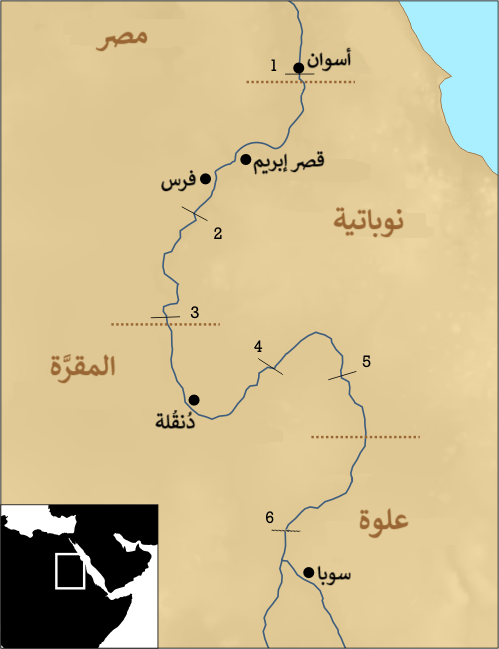
تموقع قصر إبريم.

قصر إبريم هُوَ موقع أثري في النوبة السفلى التي ويقع على بعد 240 كم من أسوان و50 كيلومترا من السودان. المدينة المسورة تحتل التل الصخري المطل على النيل، بشاطئه الشرقي. وتمتد على موقع عنيبة، مقر حاكم المقاطعة.
حول ارتفاع مياه بحيرة ناصر، بعد إنشاء السد العالي في أسوان، المكان لجزيرة، وأغرق المناطق المحيطة بها.

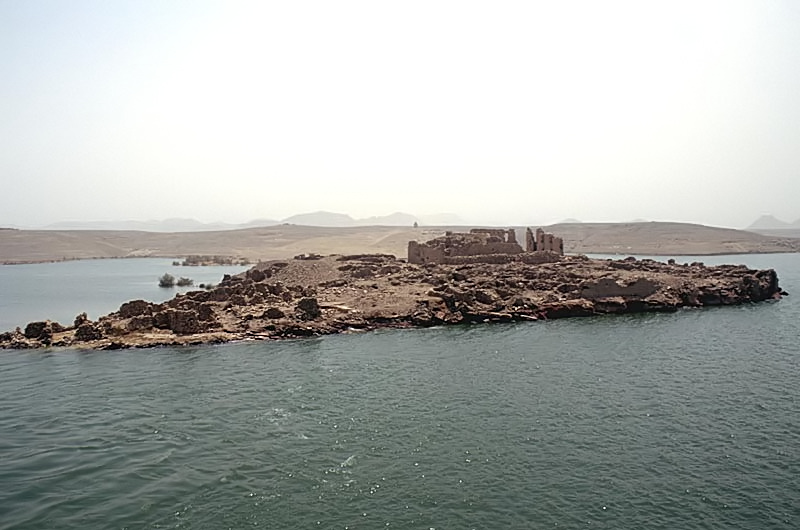
جزيرة قصر إبريم ببحيرة ناصر.

قصر إبريم هو الموقع الأثري الرئيسي الوحيد في النوبة السفلى الذي نجا من فيضانات من نهر النيل.

## تاريخ
يرجع هذا الحصن إلى عهد الرومان الذين أسموه بريمين بارفا[بحاجة لمصدر]، والذين خربوه على حامية من الأثيوبيين كانوا متحصنين به أيام ثورتهم على الرومان سنة 23 قبل الميلاد. وفي مطلع القرن 16 أنزل فيه سليم الأول حامية من البوشناق. وإليه لجأ المماليك المهزومون في القرن 19، فأخرجوا منه سلالة البوشناق وظلوا فيه حتى أجلاهم عنه إبراهيم باشا.
بداخل أسوار الحصن أطلال لمساكن في رأس التل، وأطلال كنيسة كانت قد تحولت إلى مسجد، وفي وجه الشاطئ الصخري من أسفل الحصن خمس مقصورات من عهد الأسرتين الثامنة عشرة والتاسعة عشرة[مبهم] أهمها واحدة من عهد أمنحوتب الثاني.

## أركيولوجيا
تم التنقيب في الموقع سنة 1911 من قبل ديفيد راندال-ماكلفر وليونارد وولي من جامعة بنسلفينيا.
يحتفظ شاهد، بستخدم في إعادة توظيف سرداب الكاتدرائية البيزنطية في المتحف البريطاني.
حفرت عدة مصليات تذكارية على السفح الغربي من التل، مكرسة لآلهات مختلفة من طرف نواب الملك. خلال عمليات الإنقاذ التي أطلقت خلال بناء السد العالي في أسوان، قطعت هذه المصليات ونقلت إلى مكان قريب وادي السبوع.
تم نقل نصب حجر كبير من سيتي الأول لأمينيموبي نائب الملك كوش، والذي كانت يقع جنوب قلعة قصر إبريم، إلى مكان قرب أسوان.